# Peercoin
Peercoin, também conhecido como PPCoin ou PPC, é uma criptomoeda peer-to-peer que utiliza tanto prova de participação quanto de prova de trabalho.
Peercoin é a primeira criptomoeda que aplicou o conceito de Prova de participação, é baseada em um artigo publicado em agosto de 2012, dos autores como Scott Nadal e Sunny King, sendo que este último, também participou da criação do Primecoin, que é uma criptomoeda que é baseada na prova de trabalho útil pois utiliza a computação para procura por longas cadeiras de números primos, ou cadeias de Cunningham, desta forma, contribuindo para fortalecer teorias da comunidade matemática, e não apenas gerando hashes criptográficos sem qualquer utilidade prática secundária. Nadal gradualmente reduziu seu envolvimento com o projeto até novembro de 2013, deixando o King como desenvolvedor exclusivo principal do Peercoin.
Peercoin foi inspirado pelo Bitcoin e compartilha muito do seu código-fonte e implementação técnica. O código-fonte é distribuído sob a licença de software MIT/X11.
Diferentemente de outras criptomoedas como: Bitcoin, Namecoin e Litecoin, o Peercoin não tem um limite sobre o número máximo possível de moedas, mas é projetado para, eventualmente, atingir uma taxa de inflação anual de 1%. Há uma inflação no Peercoin quando a taxa fixa por transação de 0,01 PPC/kb pagos na rede é, simplesmente, destruída. Se utilizando deste recurso, juntamente com o aumento da eficiência energética, o objetivo é permitir, a longo prazo, maior escalabilidade, bem como, do fortalecimento da prova de participação sobre a prova de trabalho.

## Transações
Uma rede peer-to-peer manipula as transações do Peercoin, os saldos e a emissão através da criptografia de chave pública SHA-256, e do sistema de prova-de-trabalho. Peercoins são, então, emitidos quando um pequeno , mas suficiente, valor de hash criptográfico é encontrado, de forma que o bloco de operações possa ser, então, adicionado na blockchain do Peercoin. O processo de encontrar esses hashes e a criação de blocos é chamado de 'mineração', e para cada bloco criado, uma pequena gorjeta é creditada ao minerador que, com sucesso, conseguiu criar o primeiro bloco válido na rede distribuída da moeda.
Adicionalmente, além do processo de mineração similar ao Bitcoin, existe a possibilidade de cunhagem das moedas pela prova de participação. Mesmo com predominância pela prova de trabalho, já é bastante considerado o número de moedas em circulação se utilizando da prova de participação.

### Endereços
Pagamentos no Peercoin de rede, assim como no Bitcoin, são feitas por endereços, que são baseados em assinaturas digitais. São sequências de caracteres de 34 letras e números que começam sempre com a letra P. Pode-se criar vários endereços, tantos quanto necessários, sem qualquer gasto de Peercoins. Essa prática é bastante comum, pois o uso de um endereço para um único propósito tanto promove o pseudo-anonimato, quanto facilita ver quem atualmente enviou os Peercoins.

### Confirmações
As transações são registradas na blockchain do Peercoin, que é um livro caixa que reúne todas as transações realizadas. Similarmente a Bitcoin, um novo bloco é adicionado à blockchain, em média, a cada 10 minutos, sempre que um pequeno valor de hash é encontrado para a prova de trabalho requerida. É consenso geral que, uma transação é geralmente considerada completa após 6 blocos, ou 60 minutos, embora que, para transações de pequeno valor, menos de 6 blocos de confirmação podem ter um nível de segurança suficientemente adequado.

## Criação de novas moedas
Novas moedas podem ser criadas de duas maneiras diferentes: a mineração e a cunhagem. A mineração utiliza o algoritmo criptográfico SHA-256 para também proteger a rede de, por exemplo, Spammers, pois blocos inválidos que não foram criados pelo algoritmo supracitado são facilmente identificados pela rede e ignorados. Já as recompensas de Cunhagem são diretamente ligadas a proporção das moedas que cada usuário possui, tendo por meta 1% ao ano. Existem planos de, no longo prazo, se reduzir gradualmente a quantidade de mineração e a confiar mais na cunhagem, para se criar uma distribuição mais justa e igualitária na rede, como Shatoshi Nakamoto sugeriu. Com isso, poderia levar a um aumento na recompensa de cunhagem e um equilíbrio na rede.

## Cunhagem
No Peercoin, um novo processo de cunhagem é introduzido se utilizando de prova de participação, além de cunhagem por prova de trabalho, similarmente ao Bitcoin. Com base na idade moeda, os blocos de cunhagem das moedas são consumidos na transação. A taxa de cunhagem de 1 centavo consumido por "moeda-ano" é escolhida para dar origem a uma taxa de inflação futura relativamente baixa. Mesmo mantendo prova de trabalho como parte do processo de cunhagem, para facilitar a cunhagem inicial, é assegurado que num sistema puro de cunhagem por prova de participação a cunhagem inicial pode ser semeada completamente no bloco gênese através de um processo semelhante ao inicial do mercado de Oferta pública de aquisição (OPA).

## Implementação em Peercoin
Peercoin procura resolver um grande problema que ocorre na mineração do bitcoin: minerar bitcoins requer um grande poder computacional e uma grande quantidade de energia elétrica, e os mineiros precisam de hardware de processamento avançado para contribuir e acaba tendo que investir mais para aumentar sua chances de criar mais blocos. Em contrapartida, o prejuízo é compartilhado pelo restante do globo ao manter uma estrutura que consome grandes porções energéticas e computacionais, em um claro dilema do dilema dos bens comuns, ou tragédia dos comuns.
Portanto, o Peercoin usa a tecnologia blockchain e os mesmos mecanismos de mineração que o Bitcoin, mas também permite que os proprietários de Peercoin gerem mais Peercoins através de um processo eficiente de energia, uma cunhagem econômica (do inglês minting).
Depois de períodos de tempo designados, os usuários podem empregar um algoritmo de prova de participação, que mantém o controle de quanto tempo você tem a posse sobre uma determinada Peercoin, para acumular mais Peercoin. Basicamente, o minting permite ganhar uma recompensa em Peercoins a fim de manter a rede robusta - 1% ao ano para todos os usuários. Funções de cunhagem para mineração protegem a rede e tem como custo uma fração de energia - a cunhagem pode ser feito em qualquer computador e sem hardware avançado. Este modelo de "prova de participação" distingue Peercoin de outras moedas digitais, sendo a primeira a desenvolver esse conceito, sendo seguida por outras criptomoedas.
Como ele ainda é jovem, mineração continua sendo a fonte predominante de suas moedas - benefícios significativos de cunhagem só serão visto depois que Peercoins suficientes tenham sido adquiridos ao longo do tempo.

## Características principais

### Prova de trabalho
Toda a rede utiliza o algoritmo criptográfico SHA-256 para sua prova de trabalho. Para cada aumento de 16 vezes do poder de hash da rede, a recompensa do bloco é reduzida a metade. Quando em julho de 2016, a recompensa sobre a mineração de Bitcoin caiu para metade, houve um sensível movimento de mineradores para minerações alternativas como a do Peercoin para uma maior rentabilidade. Pesquisador Adam Hayes explica que a taxa de hash do Peercoin rede aumentou de cerca de 500 terahashes por segundo (TH/s) para 6500 TH/s no período.

### Prova de participação
Um problema em esquemas de mineração baseados em prova-de-trabalho consiste em que há muita perda de poder computacional e energia, uma vez que o sistema é baseado em erro e tentativa: são tentadas combinações de soluções para o problema proposto até que a solução correta seja produzida e proposta. Isso implica que esquemas de mineração envolvendo prova de trabalho possuem sua segurança dependente em consumo de energia, uma vez que é necessário grande poder computacional, e consequentemente custo de energia, necessário para manter os complexos de mineração. Ao invés disso, um esquema de mineração baseado em prova de participação, do inglês: proof-of-stake, requer que o minerador certifique possuir uma certa quantidade de unidades de criptomoeda. Dessa forma, quanto mais unidades de criptomoeda o minerador possui, maior será o seu poder de mineração. Isso elimina a necessidade de gastar dinheiro e recursos em complexos computacionais de mineração, uma vez que o cálculo é simples. Por exemplo, se um minerador possui 1% da quantidade disponível de unidades de um altcoins, é permitido a ele minerar 1% das transações. Essa condição imposta pela rede força com que o minerador tenha posse de unidades de criptomoeda na rede.

### Mineração Híbrida
Peercoin principal característica é que ele usa um sistema híbrido de prova de participação e prova de trabalho. O sistema de prova de participação foi projetado para resolver vulnerabilidades que podem ocorrer em um sistema de prova de trabalho puro. Com o Bitcoin, por exemplo, há um risco de ataques que resultam de uma situação onde ocorre o monopólio na mineração. Isto é porque as recompensas de mineração estão programados para o declínio exponencialmente, o que pode diminuir o incentivo para a mineração. Com o declínio, a probabilidade de um monopólio de mineração aumenta, o que deixa a rede vulnerável ao ataque dos 51%. que é quando uma única entidade possui mais de metade do poder de mineração, o que iria permitir que esta entidade, teoricamente, gastar duas vezes uma transação envolvendo suas moedas. Com uma prova de estado, novas moedas são geradas com base nas participações dos indivíduos. Em outras palavras, alguém segurando a 1% da moeda irá gerar 1% de toda a prova-de-estaca moeda de blocos. Isto tem o efeito de tornar um monopólio, mais caros, e separa o risco de um monopólio de prova de trabalho de mineração de ações.

### Eficiência energética
Desde a primeira crise do petróleo, os países começaram a perceber sua dependência energética e o quanto é estratégico para os países buscarem formas de otimizar seus sistemas, suas operações  e processos para que utilizem a menor quantidade possível de energia. Isso acabou diferenciando os países entre aqueles que não podiam pesquisar processos energéticos mais eficientes e os que podiam. Essa quebra de paradigma fomentou o crescimento da engenharia e das ciências nesse campo, e um apelo mais ecológico foi formado desde então, influenciando várias áreas do conhecimento.
O sistema de prova de participação do Peercoin foi desenvolvido para lidar com o elevado consumo de energia do Bitcoin. Por exemplo, em abril de 2013, a geração de Bitcoins estava usando cerca de US$150.000 por dia com custo de consumo de energia. O método de geração de moedas por prova de participação requer o mínimo de consumo de energia; ele só exige que a energia para executar o software de cliente em um computador, em oposição à execução de um uso intensivo de recursos de criptografia por meio de funções de hash.
Durante a sua fase inicial de crescimento, a maioria Peercoins serão gerados por prova de trabalho, assim como o Bitcoin. No entanto, ao longo do tempo de prova de trabalho serão eliminados em razão da maior dificuldade e a quantidade menor de recompensas nesse processo. Como a prova de participação se tornará a principal fonte de moeda de geração, o consumo de energia, em relação ao movimentação do mercado, diminui ao longo do tempo. Em janeiro de 2014, cerca de 90% das novas moedas geradas ainda eram por prova de trabalho, sendo que o consumo de energia de Peercoin utilizou cerca de 30% do consumo de energia do Bitcoin, comparando com o tamanho do mercado em termos de valor por GH/s.

## Características secundárias

### Constante de inflação
Peercoin é projetado de forma que, teoricamente, o usuário experimente uma inflação contante de 1% ao ano, produzindo um número ilimitado de moedas. Este é o resultado combinado do processo de cunhagem por prova de participação e o aumento da dificuldade de mineração com a popularidade. Embora Peercoin, tecnicamente, tenha um limite de 2 bilhões de moedas, esse limite é usado apenas para a verificação de consistência e esse valor de capitalização é improvável de ser alcançada em um futuro plausível. Se esse valor de moedas geradas estiver para ser atingido, pode ser facilmente criado um novo limite. Portanto, para todos os fins práticos Peercoin pode ser considerada como uma criptomoeda limitada por uma inflação de 1% ao ano, com um suprimento ilimitado de dinheiro, sendo parcialmente projetados para atender o crescimento de sua popularização.

### Taxas de transação
Peercoin foi projetado de modo que variáveis opcionais e taxas de transação fossem removidos em favor de um protocolo onde se definiu uma taxa de transação (atualmente 0.01 PPC/kB). A taxa de transação é fixa ao nível do protocolo e não vai para os mineiros, mas é destruída em vez disso. Destina-se a compensar a inflação por esvaziar a oferta de dinheiro e serve para auto-regular o volume de transações e impedir rede de spam. Um problema com um protocolo definido taxa de transação é que ele não evoluir com o valor de unidades de moeda e exigiria um hardfork no protocolo para ajustar as taxas de transação de acordo com a evolução da moeda.

### Avaliação por seus Pares Ativos
PeerAssets, é um protocolo simples que permite a seus pares possam emitir e negociar ativos. O protocolo de bens que podem ser utilizadas para representar qualquer tipo de ativo financeiro, como de obrigações ou de equidade. Essa funcionalidade permite a criação de Organização Autônoma Descentralizada, do inglês Decentralized Autonomous Organization (DAOs), que um fundo de capital de risco. Permite, ainda, a criação de Custos de Aquisição Diferidos (DACs), quando seguradoras adiam os custos de vendas associados à aquisição, durante o prazo do contrato de seguro. A plataforma do Peercoin permite, ainda, a criação de dividendos financeiros, bem como os acionistas com direito a voto.

### Indicium
Indicium é um token DAC financeiramente impulsionado construído usando PeerAssets, construído sobre o Peercoin. Ele formará índices e cestas de criptomoedas escolhidas pelos algoritmos e emitirá ativos financeiros correspondentes ao valor dessas cestas. Dividendos e direitos de voto serão dados aos titulares de Indicium (IND) como uma representação de propriedade do DAC. Trata-se de uma abordagem onde, um grupo de fundadores ou de um conselho de administração irá executar as funções de direção para facilitar a operação. Indicium concluiu um financiamento da Série A em 24 de maio de 2017, atingindo o limite máximo de financiamento de US$ 250.000,00..

## Outras Características

### Ponto de verificação
De acordo com o original de papel, Peercoin utiliza um mecanismo central de divulgação ponto de verificação. O papel cita o argumento de Ben Laurie's de que " o Bitcoin não resolveu completamente o problema do consenso distribuído como o mecanismo de divulgação de checkpoint faz." King observa que se tentou um design distribuído alternativo mas, em última análise, concluiu que uma solução centralizada era aceitável até que uma solução distribuída torna-se disponível.
Em seus estágios iniciais, usou pontos de verificação transmitidos centralmente, assinados sob a chave privada do desenvolvedor. Nenhuma reorganização de blockchain foi permitida mais profundamente que os últimos checkpoints conhecidos.  Os pontos de verificação são aceitos a partir da v0.6 e não são aplicados agora que a rede atingiu um nível adequado de distribuição. Lançado em 1 de novembro de 2017, a versão 0.6.0 de protocolo que permite que os usuários, opcionalmente, usar pontos de verificação.